# Exécution de Joe Nathan James Jr.
L'exécution de Joe Nathan James Jr. (25 juillet 1972 - 28 juillet 2022) a lieu dans l'État américain de l'Alabama par injection létale. James a été condamné à mort pour le meurtre en 1994 de son ex-petite amie Faith Hall. Son exécution suscite l'attention des médias et donne lieu à plusieurs controverses importantes, l'une en raison d'un appel de la famille de la victime à épargner la vie de James et l'autre sur des allégations indiquant que l'exécution aurait été bâclée,.
James est la dernière personne à être exécutée en Alabama avant le moratoire imposé par la gouverneure de l'État Kay Ivey.

## Histoire

### Contexte
Joe Nathan James Jr. est né le 25 juillet 1972. Il entretient une relation avec Faith Hall pendant quelques années avant le meurtre, leur relation aurait duré un an et demi ou deux selon le frère de Faith Hall. Les procureurs affirment qu'il est devenu obsédé après que Faith Hall l'ait rejeté et qu'il l'a harcelée pendant des mois avant de la tuer. Les dossiers judiciaires montrent que l'année précédant la mort de Faith Hall, trois plaintes pour harcèlement et une pour cambriolage ont été déposées par Faith Hall et sa grand-mère à son encontre. Les rapports font état de menaces de mort proférées par James Jr. à l'encontre de Faith Hall, de son entrée dans leur maison et de ses dégradations, de ses cognements aux fenêtres, de ses appels incessants et de sa présence dans l'allée de la maison.

### Meurtre
Le 15 août 1994, Faith Hall est allée faire des courses avec une amie et est retournée à l'appartement de cette dernière avant qu'elles ne se rendent compte que James les suivait. Faith Hall, son amie et les enfants de cette dernière sont montés à l'intérieur et ont essayé de barricader la porte. Après l'irruption de James Jr., Faith Hall a d'abord essayé de le calmer et d'éloigner les enfants de la scène, avant que James Jr. ne lui tire dessus à trois reprises alors qu'elle s'enfuyait en courant. Il a ensuite tiré une nouvelle fois alors que Faith s'était déjà effondrée.

## Procès, appels finaux et exécution

### Procès
Un jury du comté de Jefferson reconnaît James Jr. coupable de meurtre en 1996 et vote en faveur de la peine de mort recommandée par un juge. La condamnation est initialement annulée lorsque la cour d'appel pénale de l'Alabama statue qu'un juge avait admis à tort certains rapports de police en qualité de preuve. James Jr. est rejugé et de nouveau condamné à mort en 1999, les jurés rejetant les affirmations de la défense selon lesquelles James Jr. aurait agi sous la pression émotionnelle au moment de la fusillade.
Il se convertit à l'islam alors qu'il est détenu dans le couloir de la mort.

### Appels finaux
En juin et début juillet 2022, James Jr. intente plusieurs actions en justice devant le tribunal fédéral du district sud de l'Alabama contre le procureur général de l'État et de nombreux responsables du système judiciaire. Le juge de district Terry F. Moorer envisage d'émettre des requêtes d'injonction préliminaire dans trois des procès intentés par James Jr. Dans son action en justice, James Jr. affirme qu'on ne lui a pas donné la possibilité de choisir l'exécution par hypoxie à l'azote, une méthode d'exécution non testée. James Jr., qui prétend ignorer qu'il pouvait retarder son exécution en choisissant l'hypoxie azotée, déclare que ce traitement viole son droit à une protection égale en vertu du 14e amendement. Cependant, cette demande de report est refusée.
La défense de James Jr. s'appuie également sur le refus fait par la famille de Hall Hall de procéder à l'exécution. Les filles de Faith Hall, Toni Hall Melton et Terryln Hall, âgées respectivement de 3 et 6 ans au moment du meurtre, ainsi que son frère, Helvetius Hall, sont interviewés par les médias à propos de l'affaire. Ils déclarent lui avoir pardonné et demandent que sa peine de mort soit commuée en réclusion à perpétuité sans possibilité de libération conditionnelle,.

### Exécution
L'exécution de James Jr. a lieu le 28 juillet 2022. Il était prévu qu'il soit exécuté à 18 heures, mais il n'est déclaré mort qu'à 21 heures. Les filles de Faith Hall avaient prévu d'assister à l'exécution, d'entendre les dernières paroles de James en espérant des excuses, puis de partir. Cependant, les responsables du Département des corrections de l'Alabama ont dit à la famille Hall qu'il leur serait impossible de partir en raison des protocoles de la prison. James n'a pas ouvert les yeux ni fait de mouvements délibérés à aucun moment pendant la procédure, selon les informations de l'Associated Press. Il ne parle pas lorsque l'on lui demande s'il a des dernières paroles. Les témoins de l'exécution ne peuvent pas confirmer que James Jr. soit conscient au moment de son exécution. Selon le commissaire des correctionnels de l'Alabama, John Hamm, James n'est pas sédaté. On rapporte également qu'une journaliste qui assistait à l'exécution s'est vu dire que sa jupe était trop courte pour qu'elle puisse entrer dans la salle des témoins pendant la procédure d'exécution,,,,

### Conséquences
La famille de Faith Hall n'assiste pas à l'exécution, mais publie une déclaration :
« Nous espérions que l'État ne prendrait pas une vie simplement parce qu'une vie a été prise et nous avons pardonné M. Joe Nathan James Jr. pour ses atrocités envers notre famille  »
Le procureur général, Steve Marshall, déclare que justice avait été rendue. 
Le gouverneur de l'Alabama, Kay Ivey, a déclaré que « un message clair a été envoyé, montrant que l'Alabama se tient aux côtés des victimes de violence domestique ». 
La sœur de James Jr., Yvette Craig, a appelé à une enquête sur les circonstances entourant le mandat d'exécution. 

### Autopsie
Une autopsie privée a révélé des blessures par perforation et des contusions autour des jointures et des poignets de James Jr., ce qui, selon les médecins, suggère que des membres de l'équipe d'exécution ont tenté en vain d'insérer des cathéters intraveineux à ces endroits. L'autopsie documente également des blessures par perforation dans la musculature de James.

### Moratoire
À la suite de l'exécution de James Jr., mais aussi des tentatives d'exécution ratées d'Alan Eugene Miller et de Kenneth Eugene Smith, la gouverneure de l'Alabama, Kay Ivey, appelle à une suspension temporaire des exécutions dans l'État.